# Atleta paralímpico
Um paratleta  é um atleta paralímpico ou, de modo geral, qualquer praticante de atividade desportiva que possui alguma deficiência, podendo ser esta física, visual, intelectual. 

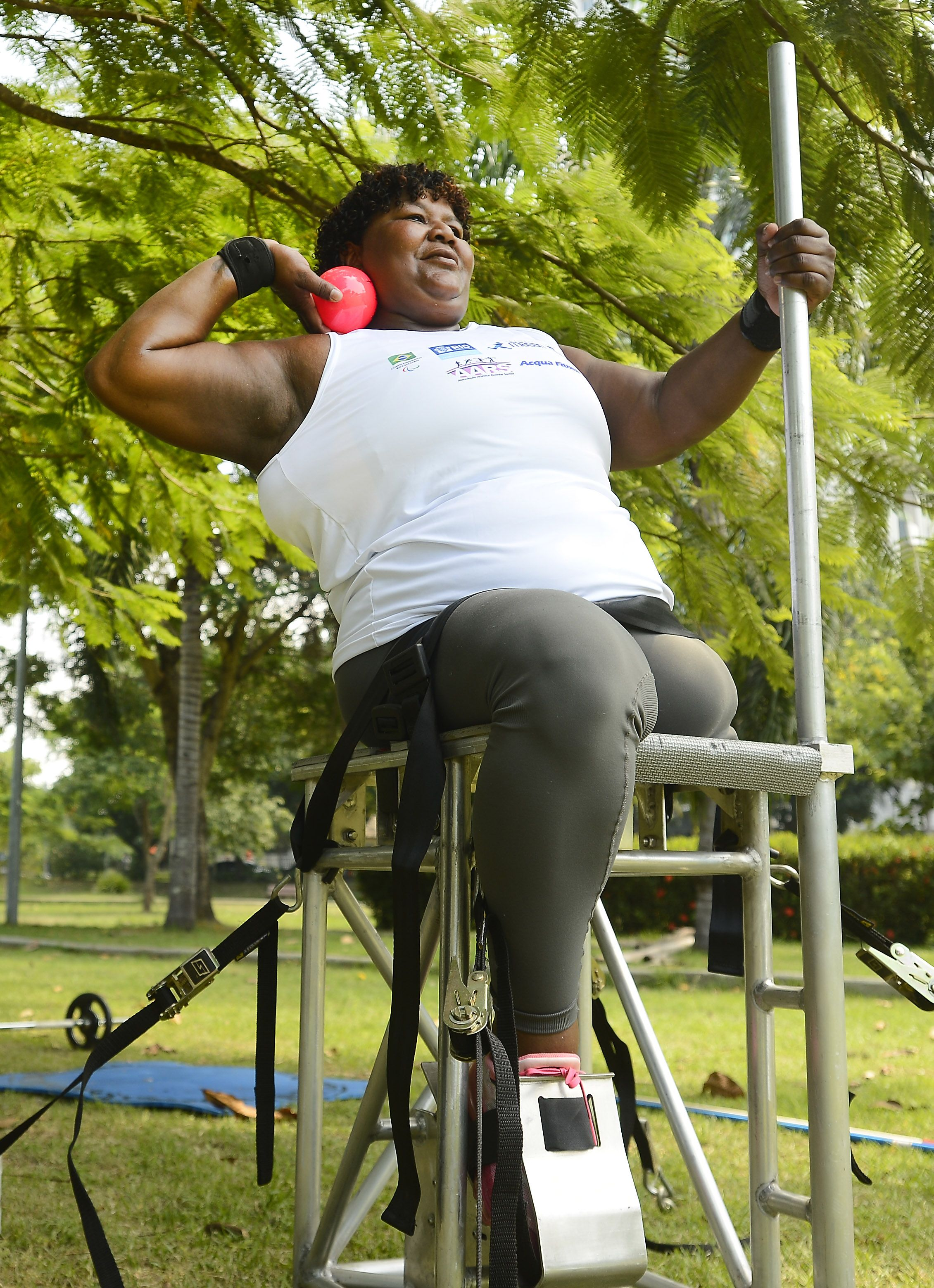
A atleta paralímpica de arremesso de peso Rosinha Santos

 A origem do termo paratleta vem em referência a principal competição esportiva envolvendo pessoas com deficiência: os Jogos Paralímpicos. Porém, os Jogos Paralímpicos englobam somente os atletas com deficiências física, intelectual ou visual. Atletas com deficiência auditiva tem uma competição própria, chamada Surdolimpíadas, ou Olimpíadas para Surdos.
Para que os paratletas participem de uma competição oficial paralímpica, é necessário que cada um deste realize uma classificação funcional. Cada esporte possui seu conjunto de regras, indicando quais deficiências se enquadram para cada modalidade, definindo um "critério mínimo de deficiência". Ou seja, para cada modalidade, há um limite mínimo de deficiência do atleta para que ele possa atuar. 
A classificação funcional, segundo o Comitê Paralímpico Internacional, tem duas funções primordiais:
- Definir a elegibilidade de um atleta;
- Para agrupar atletas igualmente a fim de competirem entre si;

A classificação funcional envolve profissionais de área médica, paramédica, ou ter expertise na área técnica da modalidade (para deficientes físicos), oftalmologistas ou optometristas (deficientes visuais), psicólogos e técnicos esportivos (para deficientes intelectuais).